# Шустов, Анатолий Николаевич
Анатолий Николаевич Шустов (26 мая 1943, Челябинск — 11 октября 2009) — советский хоккеист, нападающий. Мастер спорта СССР. Заслуженный тренер РСФСР.

## Биография
Воспитанник команды ЧИМЭСХ, тренер — Николай Сидоренко. В первенстве СССР выступал за команды «Буревестник» Челябинск (1961/62 — 1963/64), «Звезда» Чебаркуль (1963/64 — 1965/66), «Трактор» Челябинск (1966/67 — 1970/71), «Строитель» Караганда (1970/71 — 1972/73).
Доцент кафедры хоккея ЧГИФК. Окончил ЧИМЭСХ, Карагандинский педагогический институт, Высшую школу тренеров при Центральном институте физической культуры в Москве.
Старший тренер «Строителя» (1973/74 — 1975/76), тренер (1977/78 — 1982/83, 1990/91 — 1991/92), старший тренер (1983/84 — 1986/87) «Трактора», тренер ДЮСШ «Трактор», главный тренер «Амурстали» Комсомольск-на-Амуре (1992/93), главный тренер «Лады-2» Тольятти (1993/94 — 1997/98), тренер «Лады» Тольятти (1998/99 — 2000/01), тренер СДЮШОР «Лада» Тольятти.
Тренер-методист ХК «Лада», параллельно тренировал любительскую команду «Автотрейд», ставшую под его руководством чемпионом Российской любительской хоккейной лиги и серебряным призером Рождественского турнира на призы президента республики Беларусь.
В 1989 году присвоено звание заслуженного тренера РСФСР за подготовку игроков команд высшей лиги и сборной России.
Среди воспитанников — Валерий Карпов, Олег Давыдов.
Скончался в 2009 году в возрасте 66 лет из-за онкологического заболевания.
В 2016 году в Тольятти прошел Мемориал Шустова — турнир среди юношей 2007 года рождения.